# Luciano Fabro

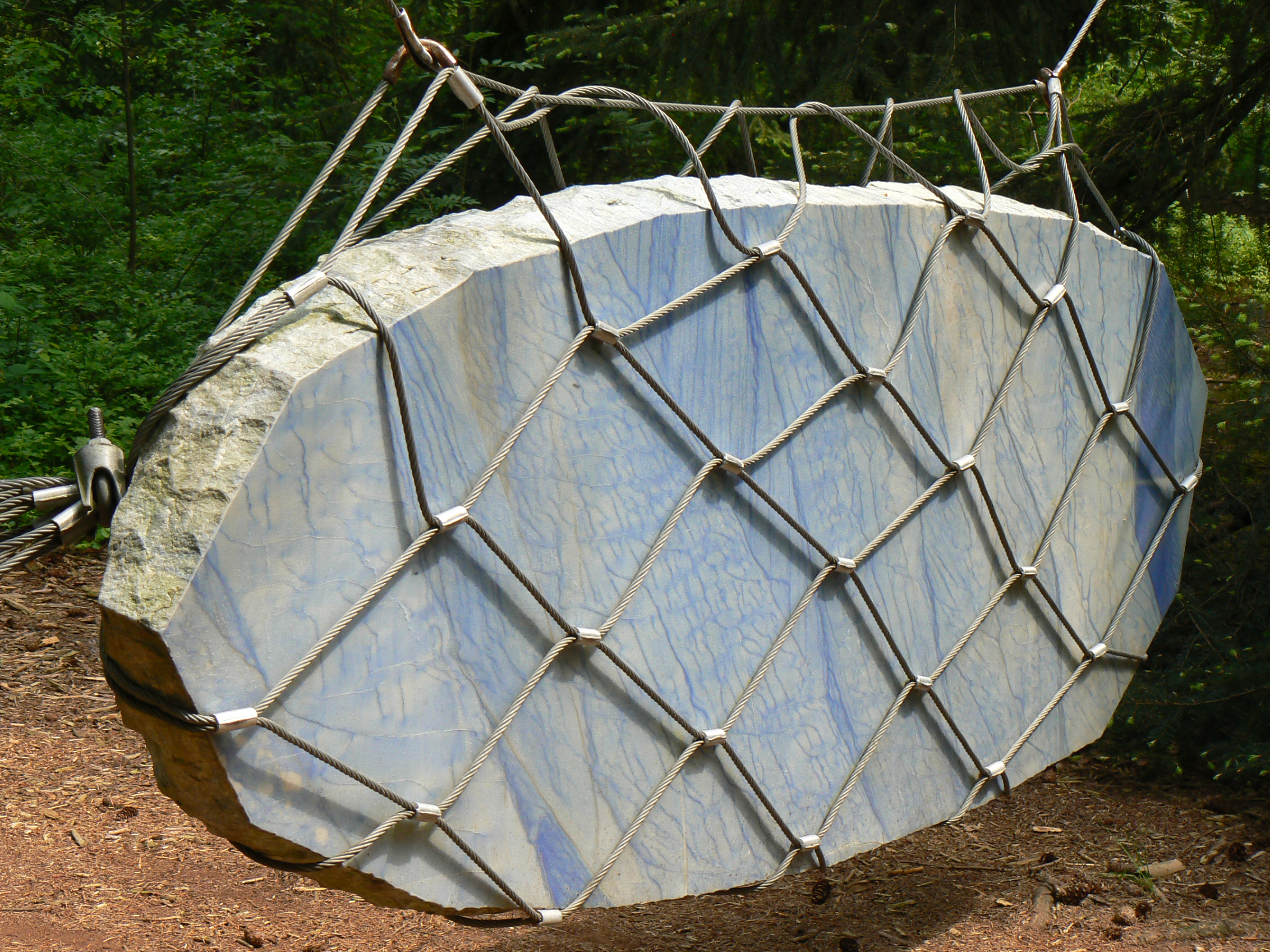
La doppia faccia del cielo [übersetzt: Das doppelte Gesicht des Himmels] (1986)

Luciano Fabro (* 20. November 1936 in Turin; † 22. Juni 2007 in Mailand) war ein italienischer Maler und Objektkünstler. Er wird aufgrund der Wahl seiner Materialien als einer der wichtigsten Vertreter der italienischen Arte povera betrachtet.

## Leben und Werk
Luciano Fabro wurde 1936 in Turin geboren und war als Künstler Autodidakt. Von 1954 bis 1958 beschäftigte sich Fabro erstmals mit beweglichen Objekten und arrangierte sie zu Kunstobjekten. Im Jahr 1959 ging er nach Mailand und lebte dort bis zu seinem Lebensende. Er gilt seit den 1960er Jahren als namhafter Vertreter der Arte povera und ist einer der einflussreichsten Künstler Italiens.

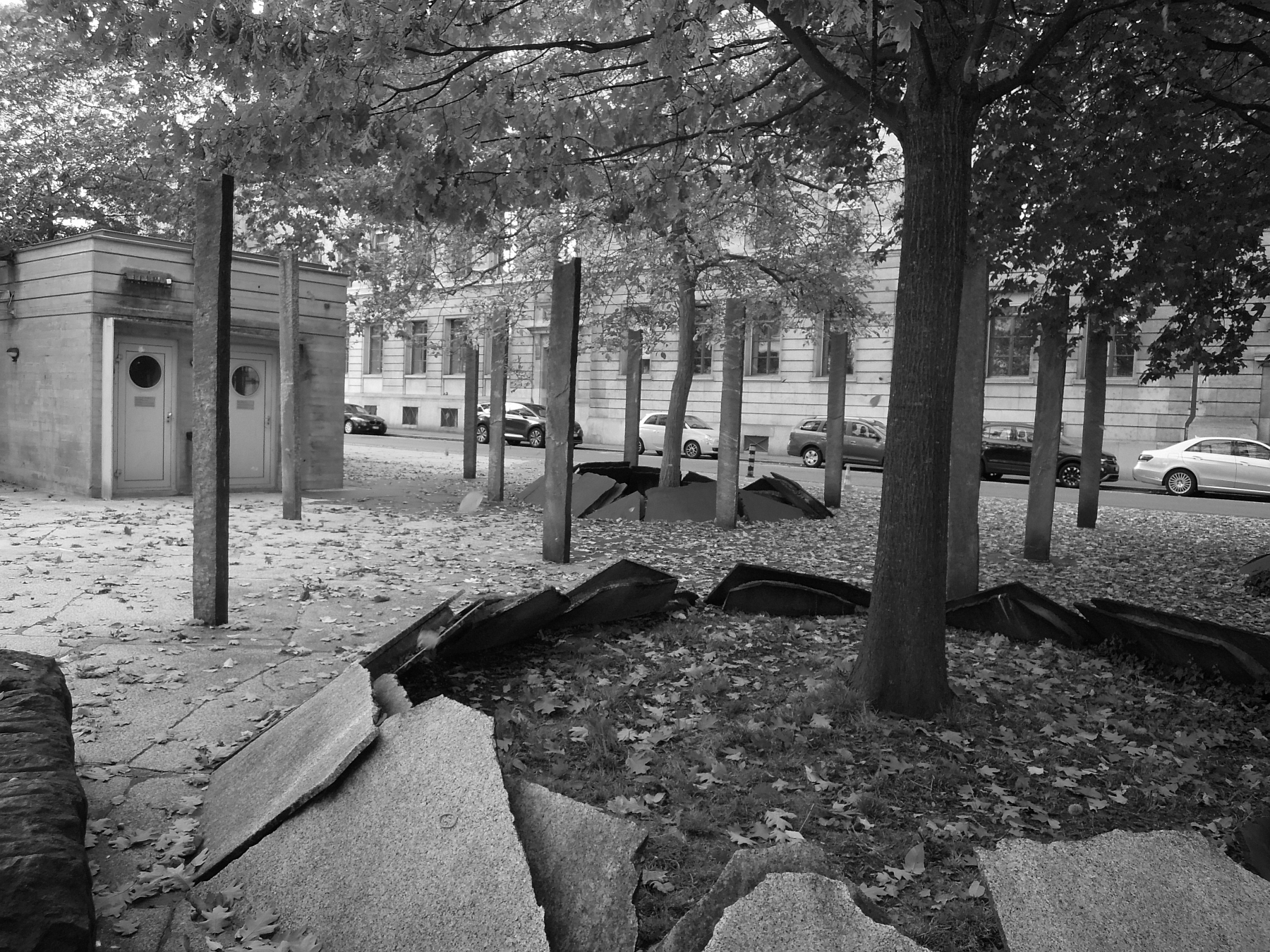
Giardino all’italiana, 1994, Picassoplatz, Basel.

1965 hatte er seine erste Einzelausstellung in der Galleria Vismara in Mailand. Bekannt wurde er durch seine Serie Italie, bei der er die Silhouette Italiens mit verschiedenen Materialien wie Stoffen, Metall oder Glas darstellte. 1972 war er als Künstler auf der documenta 5 in Kassel in der Abteilung Individuelle Mythologien vertreten, weitere Ausstellungen folgten auf der documenta 7 1982 und der documenta IX 1992. Seine Objekte, Installationen und Konzeptkunstwerke sind in den meisten großen europäischen Museen und in den USA gezeigt worden, unter anderem 1990 in der Fundació Joan Miró in Barcelona, 1991 im Kunstmuseum Luzern, 1992 im San Francisco Museum of Modern Art, 1996 im Centre Georges Pompidou in Paris und 1997 in der Tate Gallery in London. 1993 wurde er mit einem Antonio-Feltrinelli-Preis ausgezeichnet.
Als Kunsttheoretiker hielt Fabro zahlreiche Vorträge zur zeitgenössischen Kunst und war mehr als zwanzig Jahre als Dozent an der Kunstakademie Brera in Mailand tätig. Hier kommentierte er z. B. 1995 Pavel Florenskijs in sieben Teilen erhaltene Vortragsreihe zu Raum und Zeit in der bildenden Kunst, die dieser 1923 bis 1924 an den VChUTEMAS, den Höheren staatlich-künstlerisch-technischen Werkstätten in Moskau gehalten hatte.
Am 22. Juni 2007 verstarb Luciano Fabro in Mailand an einem Herzinfarkt im Alter von 70 Jahren.

## Auszeichnungen
- 1983: Kunstpreis Aachen

## Schriften
- Luciano Fabro, Pavel Florenskij: VChUTEMAS. Betrachtungen zu den Vorlesungen «Raum und Zeit in der bildenden Kunst», gehalten von Pavel Florenskij 1923 und 1924 an den VChUTEMAS in Moskau, vorgetragen 1995 an der Accademia di Brera in Mailand. Gachnang & Springer, Bern/Berlin 2004, ISBN 3-906127-75-3.